# 영신여자고등학교 (경기)
영신여자고등학교(永新女子高等學校)는 대한민국 경기도 수원시 권선구 오목천동에 위치한 사립 고등학교이다.

## 학교 연혁
- 1974년 11월 29일 : 영신여자고등학교 9학급 인가
- 1974년 12월 19일 : 교사 신축
- 1975년 3월 7일 : 초대 교장 정형모 선생 취임
- 1975년 3월 7일 : 재단이사장 박지원 선생 취임
- 1975년 3월 7일 : 영신여자고등학교 개교 및 입학식
- 1978년 1월 23일 : 제1회 졸업
- 1982년 6월 30일 : 생활관 준공
- 1985년 4월 22일 : 학칙변경으로 30학급 인가
- 1998년 12월 15일 : 학내망 구축 및 컴퓨터 실습실 설치
- 1999년 6월 18일 : 학교급식시설(조리실, 식당) 완비
- 2008년 10월 1일 : 녹음강당 정비 및 야외무대 설치
- 2023년 3월 1일 : 제13대 박경진 교장 취임
- 2024년 1월 8일 : 제47회 졸업식(졸업생 누계 19,961명)

## 참고 자료
- 영신여자고등학교 - 한국교육학술정보원 학교알리미